# Ủy ban An ninh quốc gia Trung ương Đảng Cộng sản Trung Quốc
Ủy ban An ninh quốc gia Trung ương Đảng Cộng sản Trung Quốc (中央国家安全委员会) là một ủy ban của Ủy ban Trung ương Đảng Cộng sản Trung Quốc chịu trách nhiệm về công tác và điều phối an ninh quốc gia của nước Cộng hòa Nhân dân Trung Hoa. Đây là một trong những thiết chế chiến lược quan trọng dưới sự lãnh đạo trực tiếp của Trung ương Đảng Cộng sản Trung Quốc, được thành lập nhằm tập trung hóa và điều phối chính sách an ninh trong và ngoài nước.

## Bối cảnh thành lập
Trong giai đoạn đầu thập niên 2010, Trung Quốc đối mặt với nhiều thách thức mới nổi về an ninh: từ chủ nghĩa khủng bố nội địa, phong trào ly khai, cho đến cạnh tranh địa chính trị và các mối đe dọa trên không gian mạng. Theo một số chuyên gia phân tích, sự phân mảnh quyền lực giữa các cơ quan tình báo, quân sự, công an và ngoại giao đã làm giảm hiệu quả điều phối, gây lo ngại cho ban lãnh đạo Trung Quốc.
Ý tưởng thành lập một ủy ban an ninh quốc gia mang tính trung ương hóa được Tổng Bí thư Tập Cận Bình nêu ra tại Hội nghị Trung ương 3 khóa XVIII (2013). Cơ quan này được thiết kế tương tự như Hội đồng An ninh Quốc gia Hoa Kỳ.

## Quá trình hình thành
- Ngày 12 tháng 11 năm 2013: Hội nghị Trung ương lần 3 khóa XVIII thông qua nghị quyết thành lập Ủy ban.
- Năm 2014: Ủy ban chính thức đi vào hoạt động.
- Người đứng đầu là Tổng Bí thư Đảng Cộng sản Trung Quốc – giữ vai trò Chủ tịch Ủy ban.
- Hai Phó Chủ tịch thường là Thủ tướng Quốc vụ viện và Chủ tịch Ủy ban Thường vụ Nhân đại toàn quốc.

## Cơ cấu tổ chức
Dù hoạt động trong bí mật, một số thông tin được tiết lộ cho thấy CNSC có cơ cấu gồm:
- Văn phòng thường trực, chịu trách nhiệm điều phối và triển khai các chỉ đạo.
- Các nhóm chuyên trách về: an ninh chính trị, an ninh kinh tế, an ninh xã hội, an ninh thông tin, an ninh quân sự, an ninh sinh học...
- Tham mưu từ các bộ ngành chủ chốt như Bộ Công an, Bộ An ninh Quốc gia, Bộ Ngoại giao, Bộ Quốc phòng, Cục tình báo Quân ủy.

## Chức năng và nhiệm vụ
- Xây dựng và giám sát **Chiến lược An ninh Quốc gia toàn diện**.
- Phối hợp giữa các cơ quan an ninh trong nước và quân đội.
- Ứng phó với các khủng hoảng quốc tế hoặc sự cố an ninh nội địa.
- Giám sát các tổ chức chính trị, truyền thông và hoạt động xã hội có khả năng gây rối loạn.
- Đảm bảo an ninh cho các dự án chiến lược như **Vành đai và Con đường (BRI)**, an ninh năng lượng, an ninh thực phẩm.
- Triển khai **Chiến lược An ninh Toàn diện** (总体国家安全观 – Zǒngtǐ Guójiā Ānquán Guān).

## Vai trò chiến lược
Ủy ban được xem là công cụ trung tâm trong việc:
- **Tập quyền hóa** chính sách an ninh và gia tăng kiểm soát xã hội.
- **Tăng cường vai trò cá nhân của Tập Cận Bình** trong thiết kế và thực thi chính sách an ninh, cả trong nước lẫn quốc tế.
- Mở rộng phạm vi an ninh từ truyền thống (biên giới, quân sự) đến phi truyền thống (công nghệ, dữ liệu, tư tưởng).

## Hoạt động và ảnh hưởng
- Ủy ban có vai trò quan trọng trong việc xử lý các vấn đề liên quan đến Hong Kong (phong trào Dù vàng, Luật An ninh Quốc gia 2020).
- Đóng vai trò điều phối phản ứng trước đại dịch COVID-19, nhất là ở khía cạnh kiểm soát xã hội.
- Được cho là có liên quan đến các chiến dịch chống gián điệp, an ninh mạng và kiểm duyệt thông tin.

## Chỉ trích và tranh cãi
Các tổ chức nhân quyền và chính phủ phương Tây cho rằng:
- CNSC là công cụ đàn áp tự do ngôn luận, đặc biệt ở Hong Kong, Tân Cương, Tây Tạng.
- Tăng cường sử dụng công nghệ giám sát như AI, nhận dạng khuôn mặt để theo dõi công dân.
- Có thể can thiệp vào các hoạt động của doanh nghiệp nước ngoài nếu bị coi là “đe dọa an ninh quốc gia”.

Tuy nhiên, Trung Quốc khẳng định ủy ban này đóng vai trò quan trọng trong việc duy trì **ổn định xã hội và phát triển kinh tế dài hạn**.

## Trích dẫn
> “Không có an ninh thì không có phát triển. Không có ổn định thì không có đổi mới.”  > — Tập Cận Bình, năm 2014